# Гленда Џексон
Гленда Џексон (енгл. Glenda Jackson; Беркенхед, 9. мај 1936 — Лондон, 15. јун 2023) била је британска глумица и политичарка.

## Награде за филм
- Заљубљене жене, 1970. Оскар за најбољу глумицу у главној улози[4]
- Љубавник великог стила, 1973. Оскар за најбољу глумицу у главној улози[4]